# Urup (Einheit)
Der Urup, auch Rubu, war ein türkisches Längenmaß.
- 1 Urup = 8,156 Zentimeter
- 2 Kerrah = 1 Urup
  - 1 Kerrah/Kirak = 4,28 Zentimeter oder 4,08 Zentimeter
- 1 Endesch/Endaze (Ellenmaß) = 8 Urup = 16 Kerrah = 65,25 Zentimeter
- 1 Carsi arsumu[1] (çarşı arşını) = 8 Urup = 16 Kerrah = 68,58 Zentimeter (Walachei)